# ایکبانا

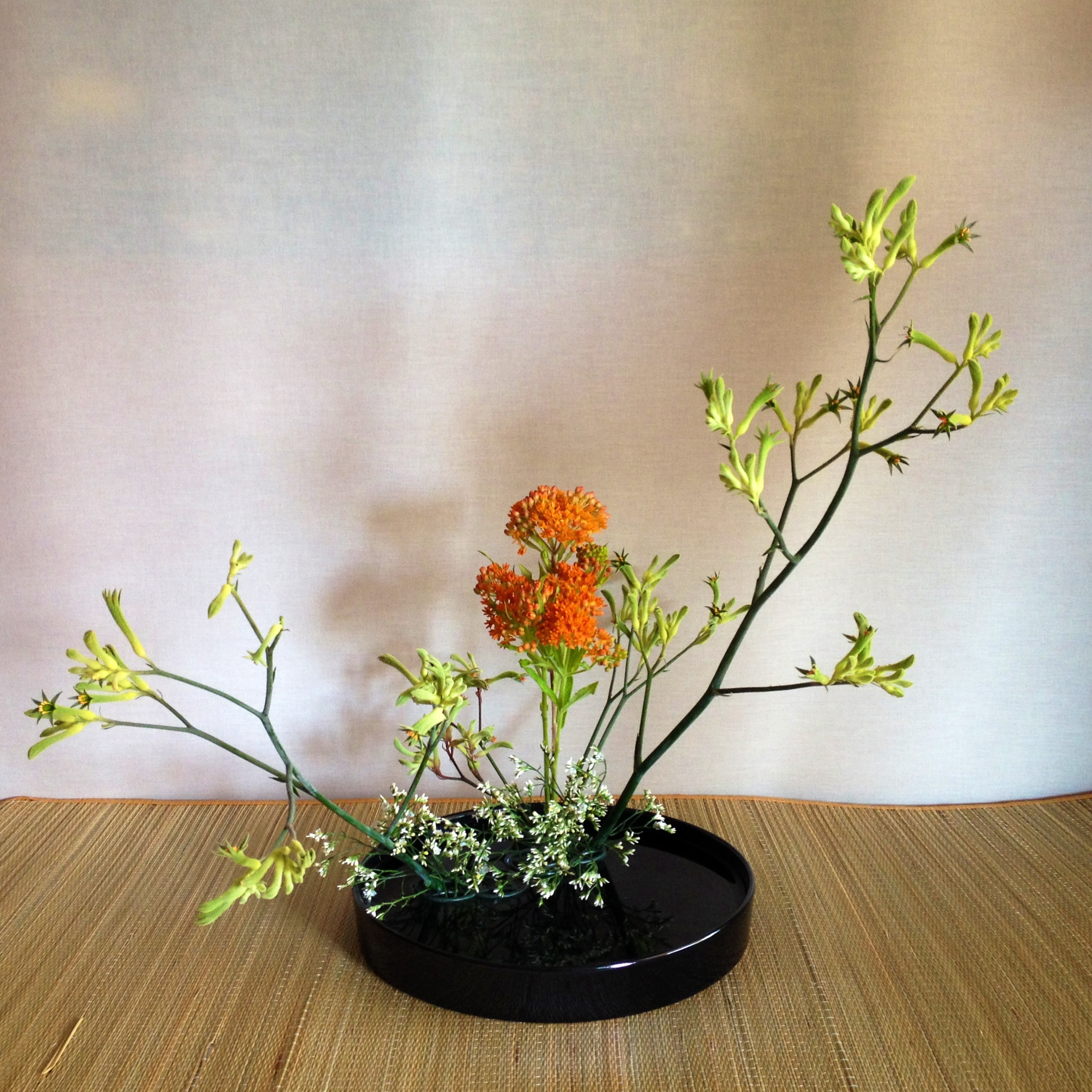
گل‌آرایی ژاپنی

ایکِبانا (به ژاپنی: 生け花) یا کادو (به ژاپنی: 華道) به هنر گل‌آرایی به سبک ژاپنی گفته می‌شود. در این سبک گل‌آرایی گل و گیاهان عنصر اصلی را تشکیلی می‌دهد و ممکن است با مصالح دیگری نیز ترکیب شوند.
هنر گل‌آرایی سنتی ژاپنی، ایکبانا به معنی «گل‌های زنده»، یا «کادو» به معنی «طریقت گل» نامیده می‌شود. در این نوع از گل‌آرایی، گل‌های زنده را می‌بُرند و با رعایت قواعد خاصی به نحو ویژه‌ای در گلدان قرار می‌دهند و اثری هنری خلق می‌کنند که چند روزی بیشتر دوام ندارد.
قدمت این هنر نیز به قرن هفتم میلادی بازمی‌گردد که سنت تقدیم گل به محضر بودا برای ادای احترام، از چین وارد ژاپن شد. هشت قرن از آن زمان طول کشید تا ژاپنی‌ها نخستین مکتب بومی ‌شده گل‌آرایی خود یعنی «ریکّا» به معنی «ایستاندن گل» را بنیان نهند. ریکّا پیچیده‌تر از گل‌آرایی بودایی رایج آن زمان بود و قواعد بسیاری داشت؛ برای نمونه، در هر اثر، هفت شاخه گل به کار می‌رفت که نماد قله، تپه، آبشار، شهر، دره، سمت نورگیر و سمت سایه بودند. این الگو بر اساس جهان‌بینی بودایی شکل گرفته ‌بود و قواعد بسیاری داشت.
به‌عنوان مثال، فواصل بین گل‌های اصلی و همچنین زوایای بین خطوط فرضی‌ای که مرکز گل‌ها را به یکدیگر وصل می‌کرد همه تعریف ‌شده و پیرو قواعد مشخصی بود. اکنون می‌دانیم که هدف از رعایت برخی از این قواعد، رسیدن به «عدد طلایی» در فاصله گل‌ها از یکدیگر بوده ‌است.

## نگارخانه

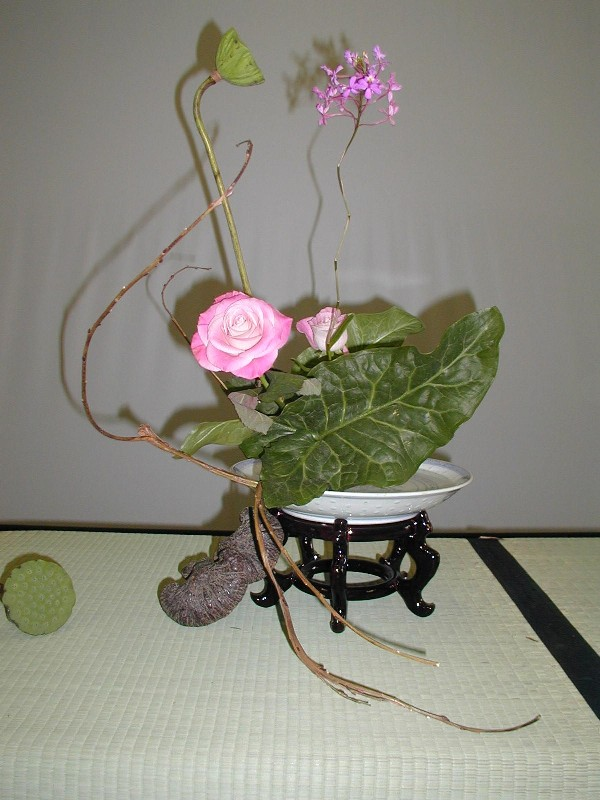
ایکِبانا
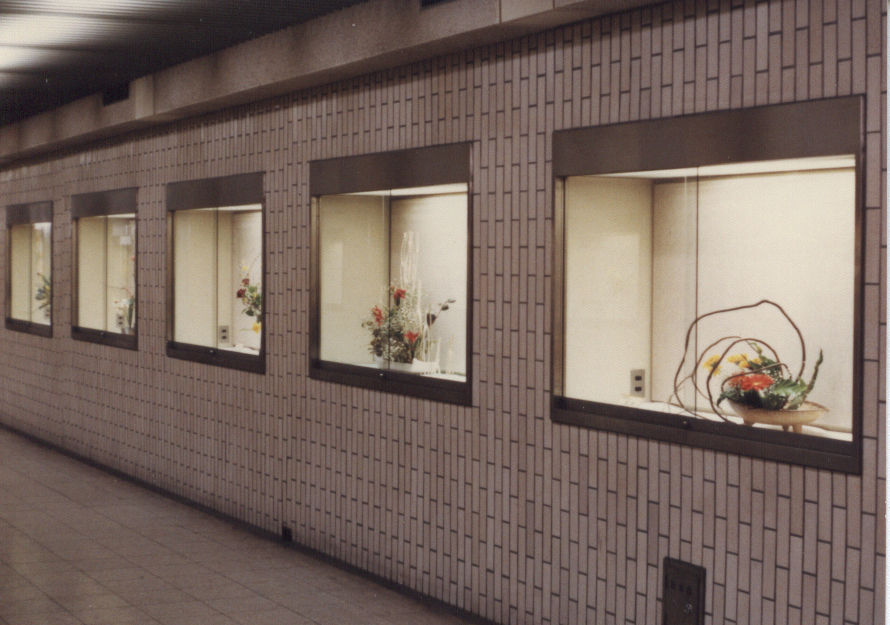
نمایشگاه ایکِبانا در ایستگاه متروی کیوتو
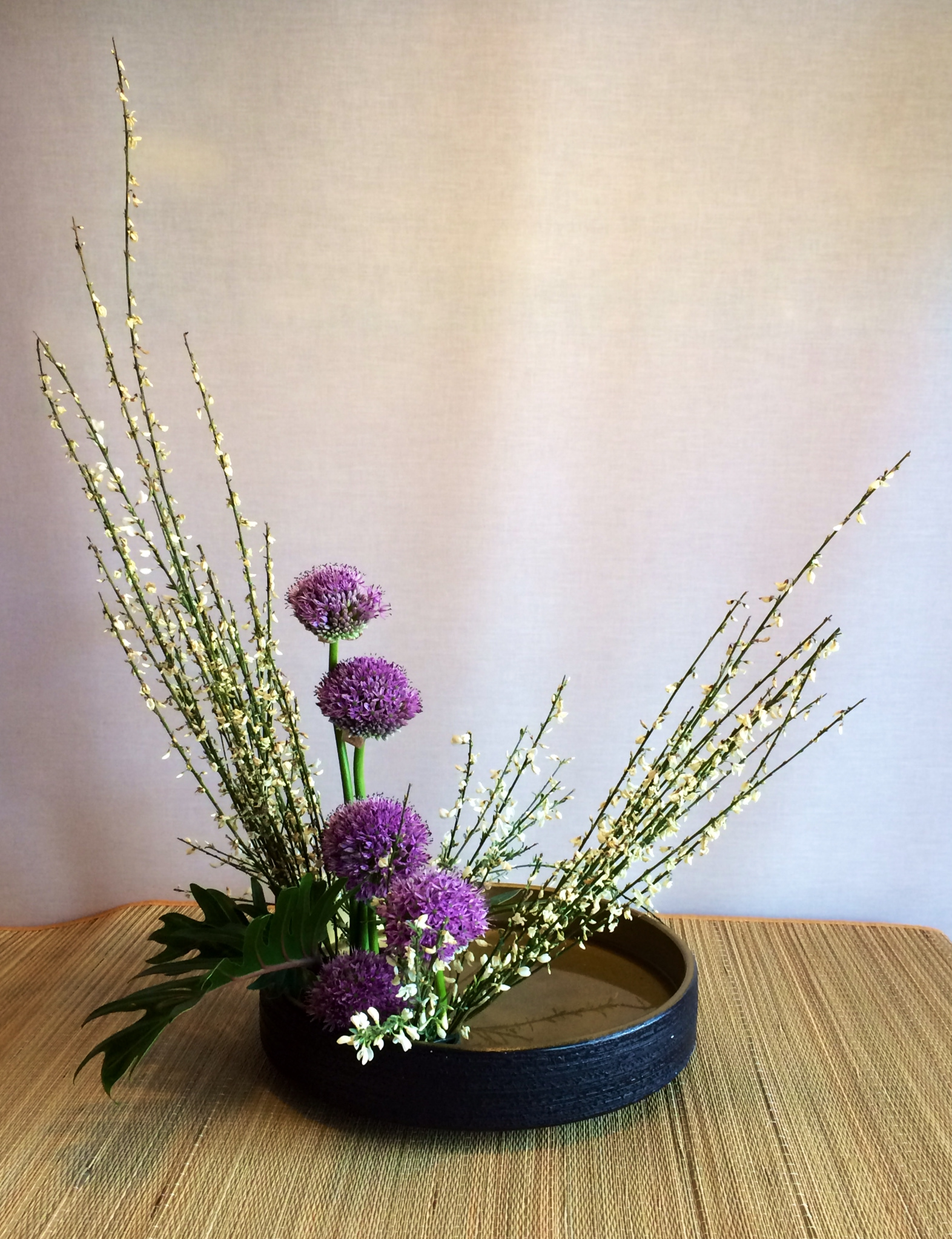
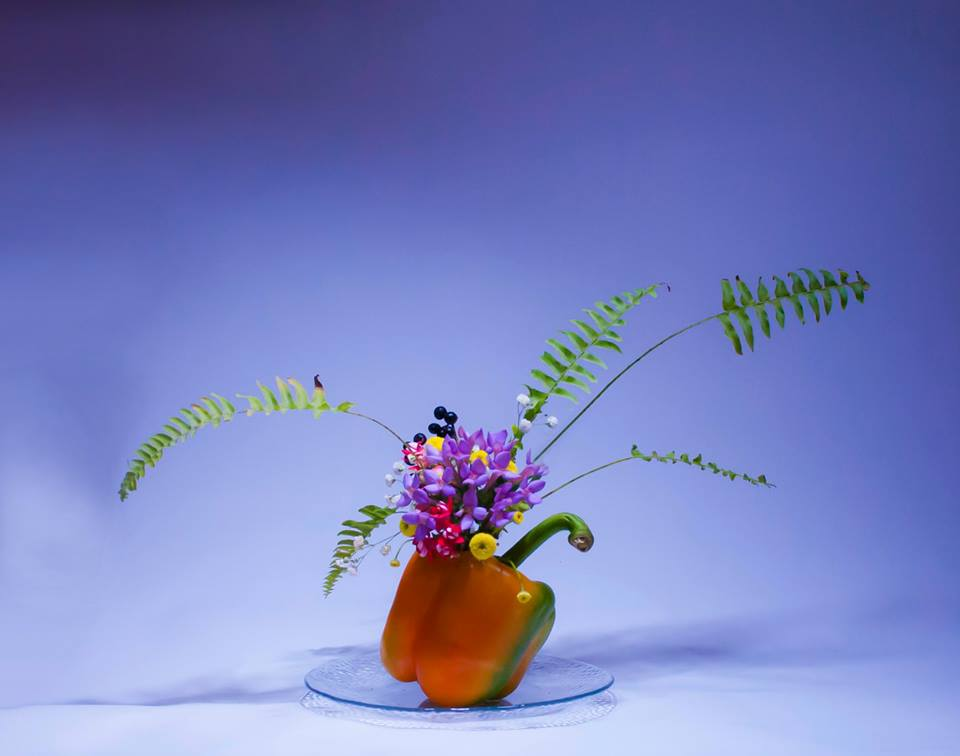
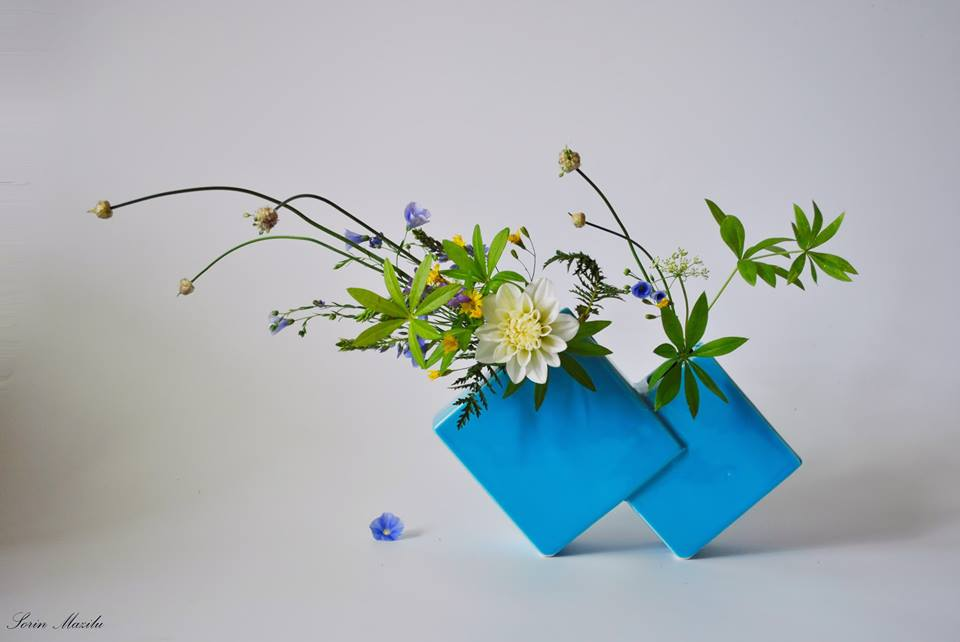
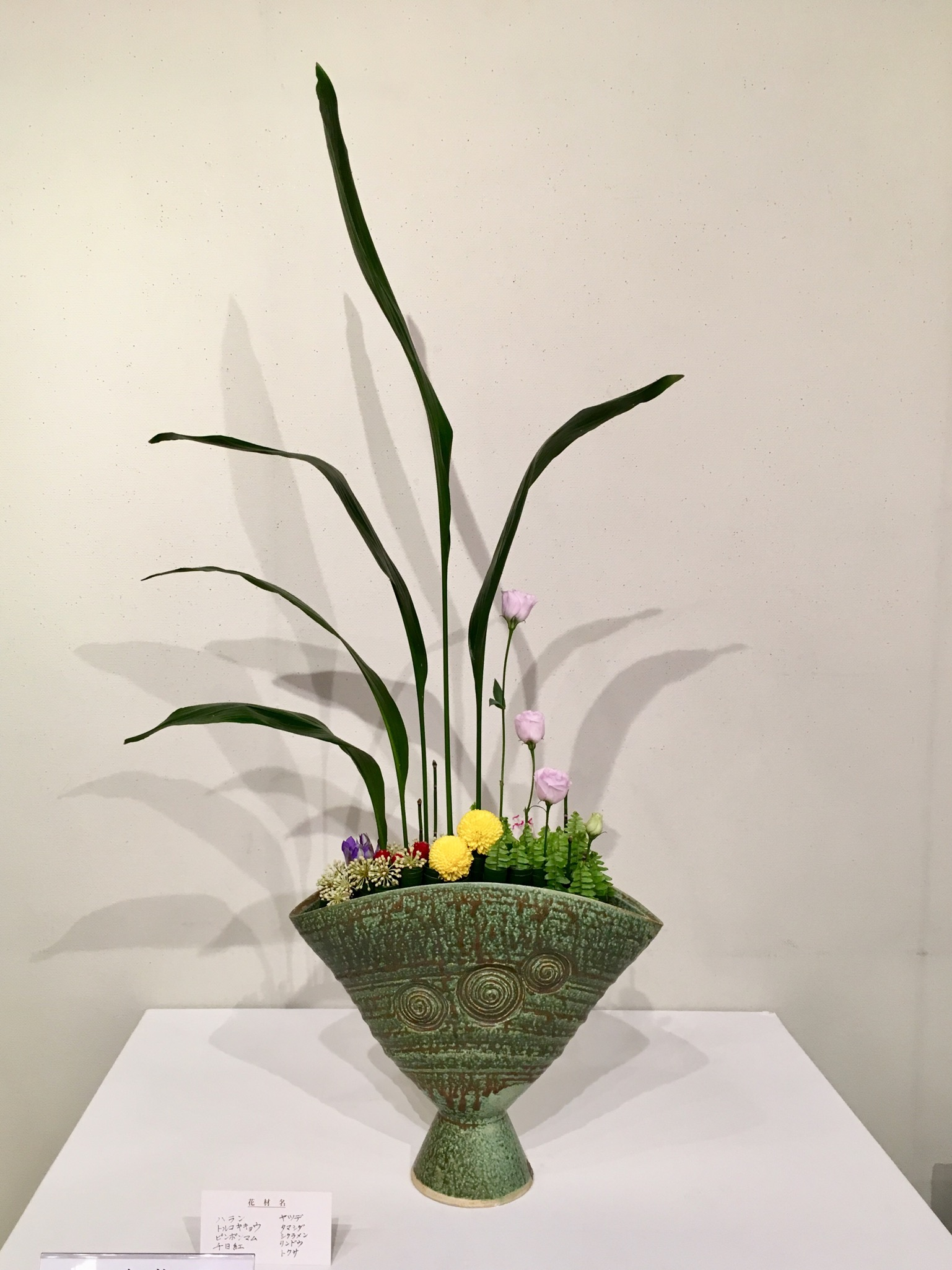
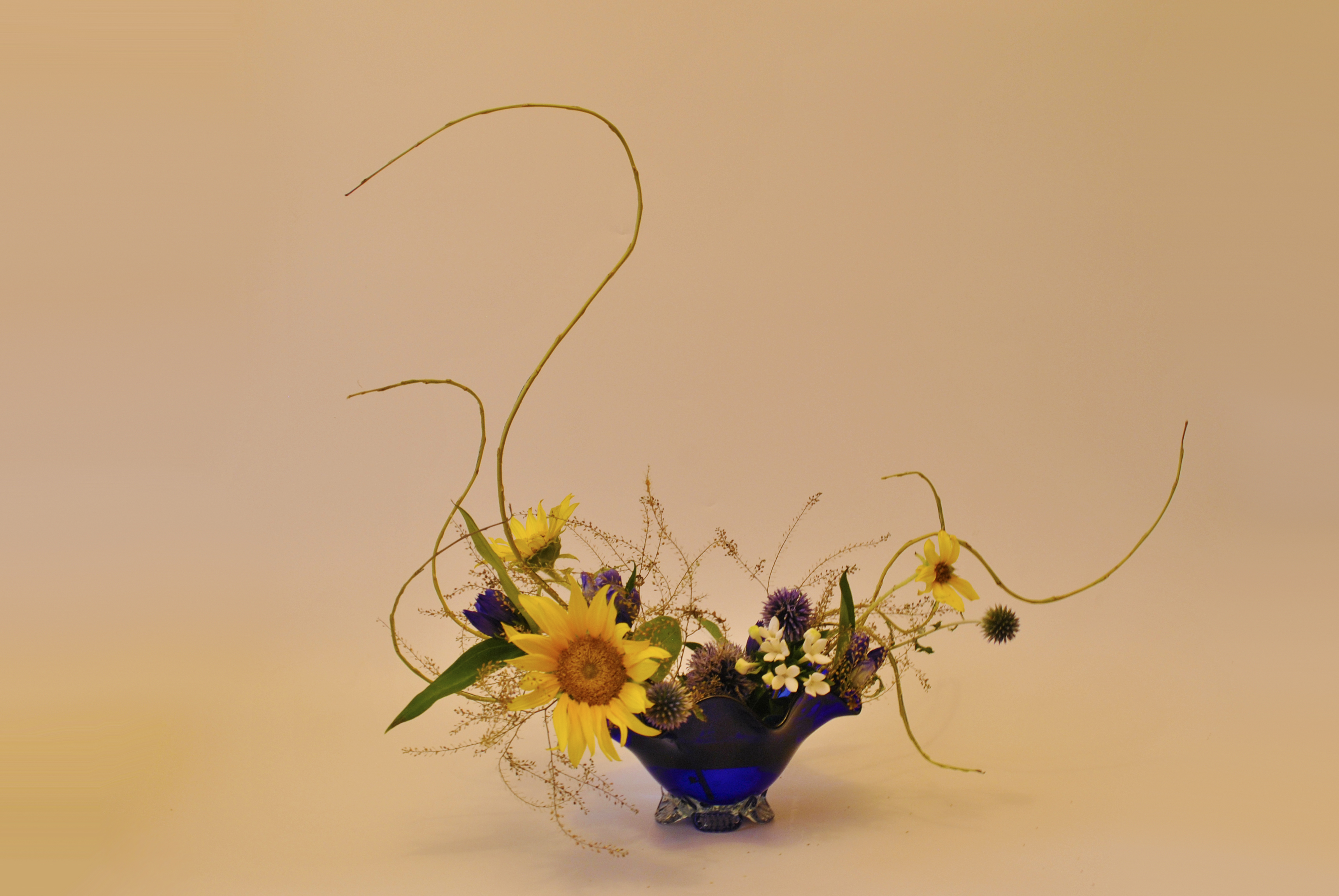
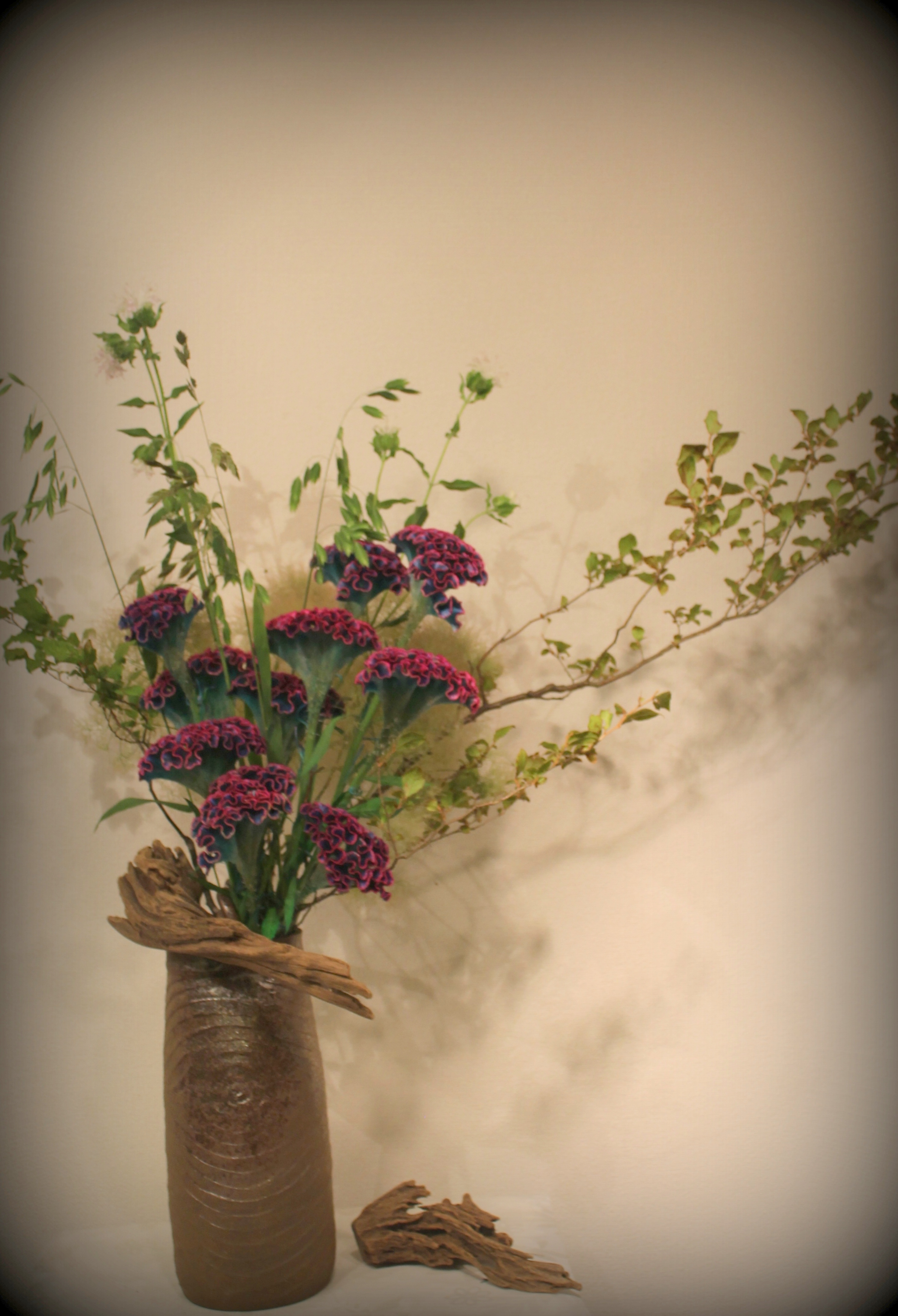
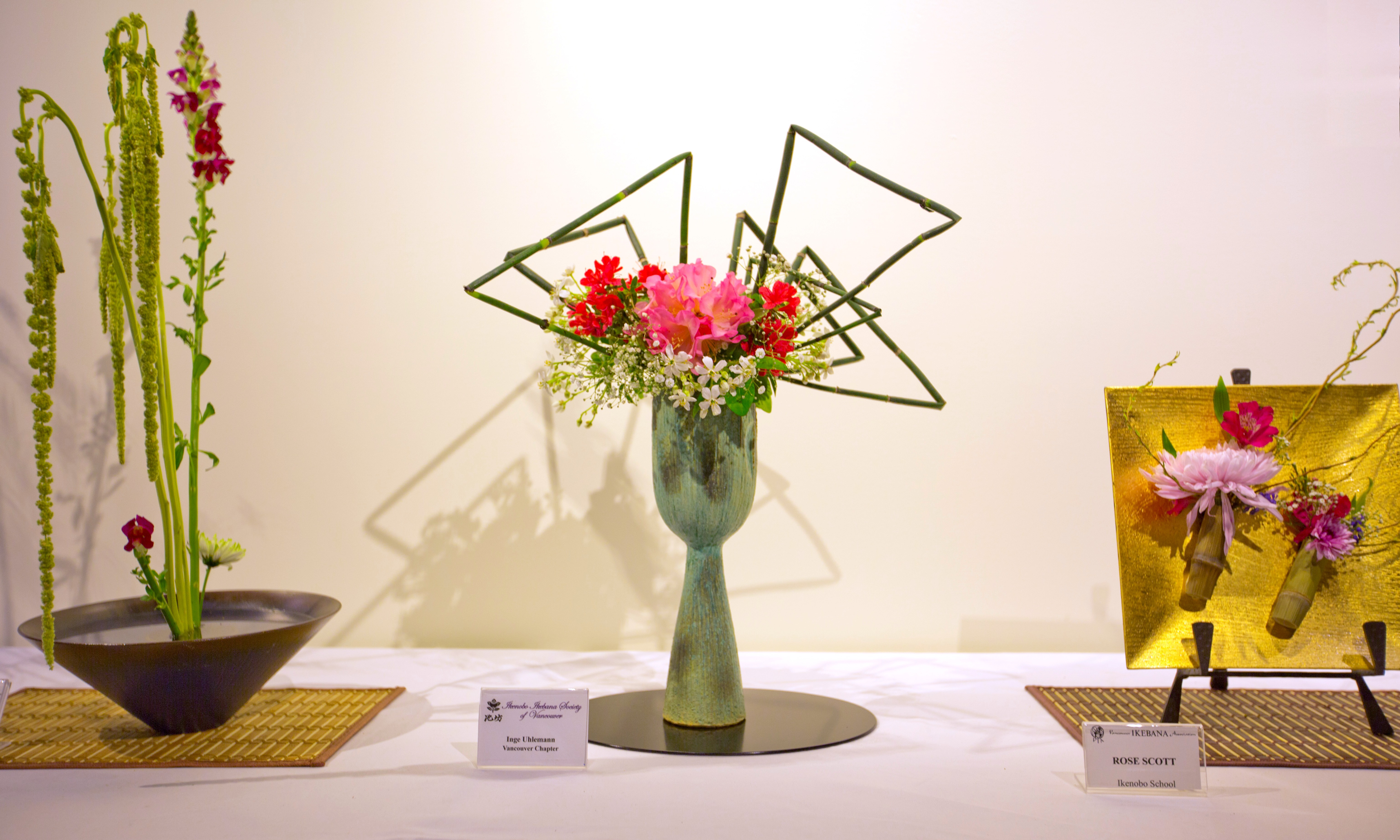
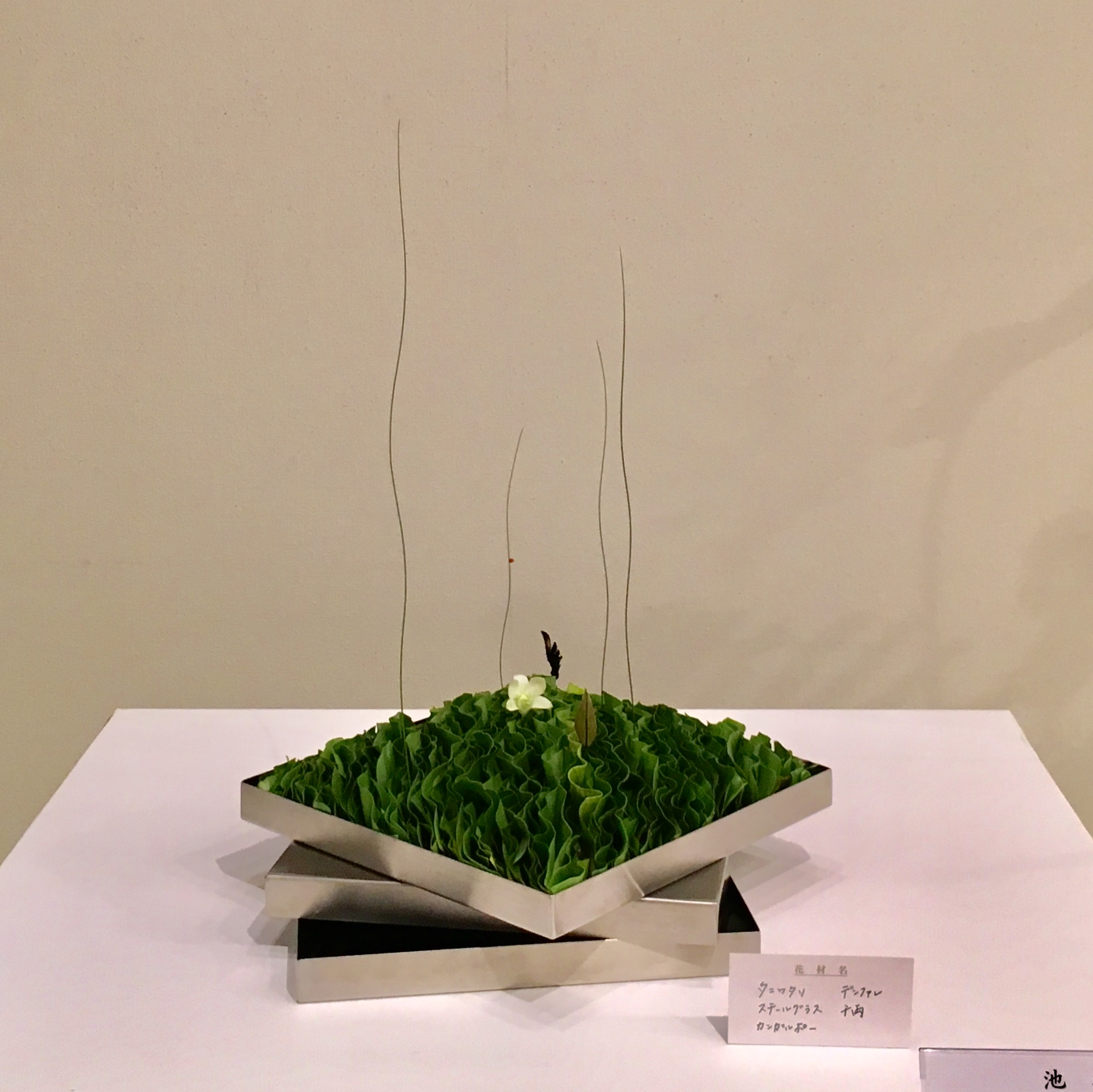
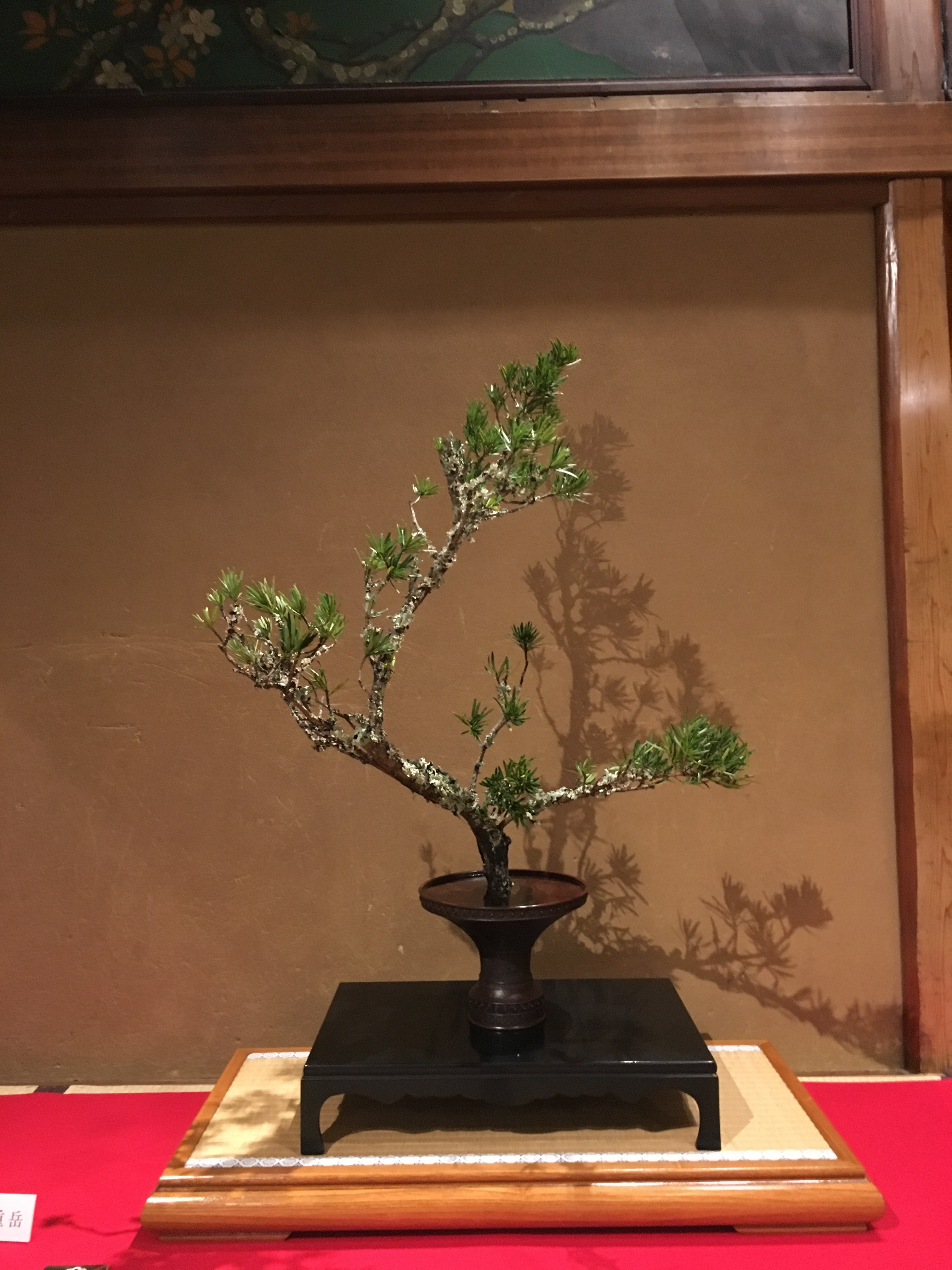
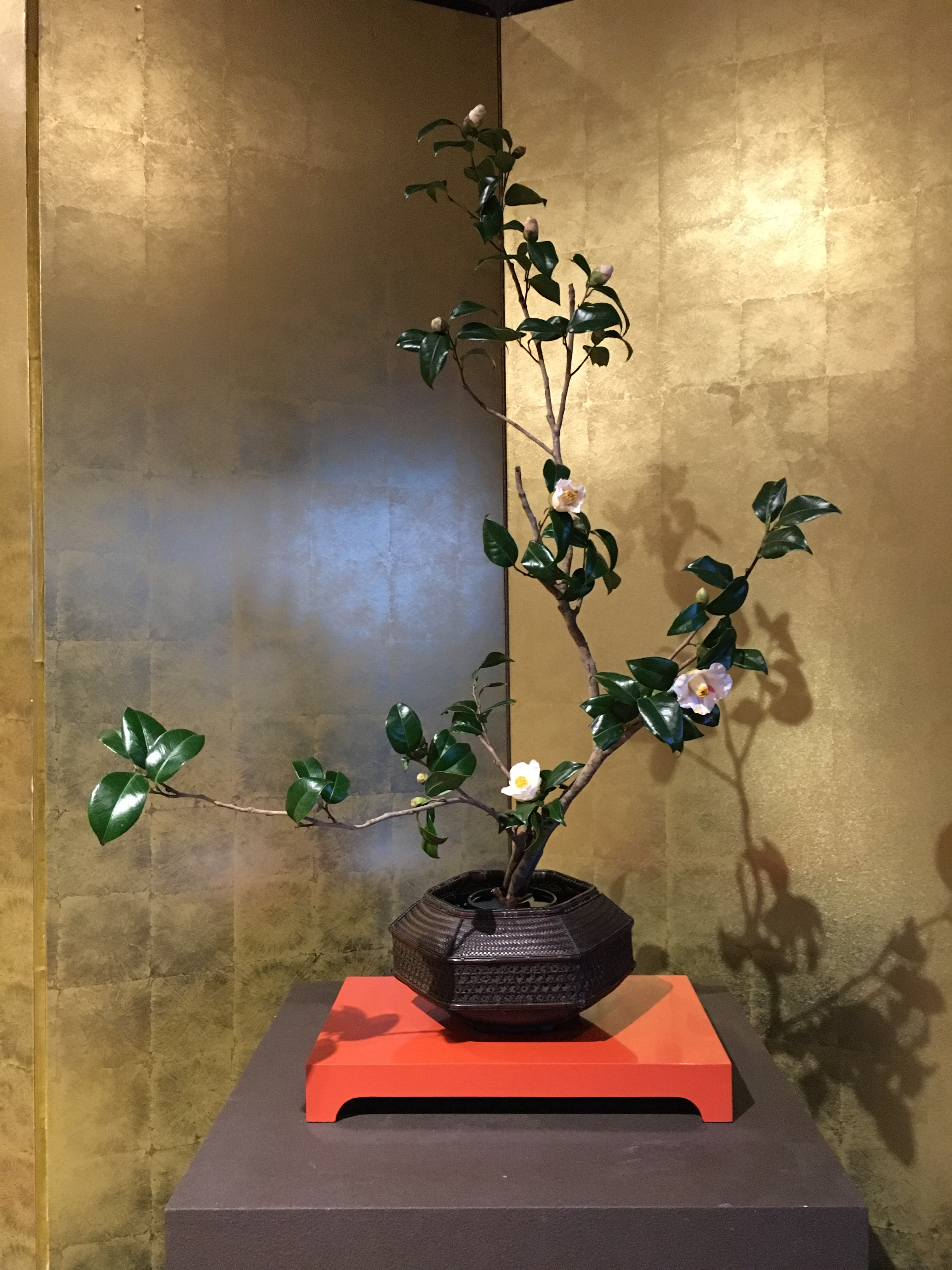